# عبدي قيبديد
عبدي حسن عوالي أو عبدي قيبديد (بالصومالية: Cabdi Xasan Cawaale (Qeybdiid))‏ سياسي صومالي. ولد في عام 1948 في جالكعيو في الصومال. انتخب في 1 أغسطس 2012 رئيسًا جديدًا لولاية غلمدغ، وهي منطقة شبه مستقلة في الصومال. وكما كان قد شارك في أول معركة في مقديشو.
في عام 2006 قاتل مع التحالف من أجل استعادة السلام ومكافحة الإرهاب ضد اتحاد المحاكم الإسلامية في معركة مقديشو الثانية، ولكن استسلموا في 11 يوليو 2006.
وفي أواخر عام 2006 بعد انسحابه من مقديشو، قاتل تحت اسم منطقة الحكم الذاتي المشكلة حديثًا المعروفة باسم غلمدغ ولكن دون أي انتماء سياسي مُحدد، وقاتلت قواته إلى جانب إثيوبيا وحلفاء أرض البنط في معركة بنديردلي.